# 谷口和美
谷口 和美（たにぐち かずみ、8月29日 - ）は、BSS企画に所属する日本のラジオパーソナリティ。元山陰放送 (BSS) のアナウンサー。
鳥取県米子市出身。1980年に山陰放送に入社した後に一度寿退社したが、2001年10月からBSS企画の派遣社員として仕事に復帰している。

## 担当番組
- 音楽の風車（2001年 - 2005年） - 局アナ時代にも担当していた[2]。
- 演ここ.（2003年 - 2018年）
- 自由ほんぽーおしゃべり本舗（2005年 - 2006年） - 火曜担当[3] → 木曜担当
- 中四国ライブネット
  - 山陰発 自由ほんぽーおしゃべり本舗まつり これが山陰だ！（2005年11月5日） - リポーター
  - 山陰発 おしゃべり本舗特別号『妖怪と遊ぼう!!』（2006年11月25日）
  - 山陰発 和牛チャチャチャ!!（2007年10月13日）
  - 山陰発 米子の魅力徹底リサーチ！（2010年5月16日）
- 午後はドキドキ!（2016年 - 2018年） - 月曜担当